# Mamud Fana
Mamud Fana ist eine Ortschaft im westafrikanischen Staat Gambia.
Nach einer Berechnung für das Jahr 2013 leben dort etwa 1943 Einwohner, das Ergebnis der letzten veröffentlichten Volkszählung von 1993 betrug 1354.

## Geographie
Mamud Fana in der Central River Region im Distrikt Niamina East liegt am linken Ufer des Gambia-Flusses. Der Ort, unmittelbar an der Grenze zu Senegal, ist rund 1,9 Kilometer von der South Bank Road südlich entfernt.